# بارت مارتنز
بارت مارتنز هو سياسي بلجيكي، ولد في 27 أغسطس 1969 في بلجيكا. حزبياً، نشط في Vooruit (political party) ‏. وقد انتخب عضو مجلس الشيوخ البلجيكي وانتخب community senator ‏ وانتخب عضو البرلمان الفلمنكي.